# Rosengårds station
Rosengårds station är en järnvägsstation belägen i Törnrosen i Malmö. Den invigdes den 8 december 2018 och öppnades för trafik dagen efter tillsammans med de nyrenoverade stationerna Östervärn och Persborg på Kontinentalbanan.
Stationsområdet är inrett med gröna väggar, mängder av blomsterlökar samt 140 nya träd. Det finns 400 cykelparkeringsplatser i anslutning till stationen, dock ingen bilparkering. Stationen, som är navet i Malmös nya stadsdel Amiralsstaden, nominerades till Årets bygge år 2020. Projektet, som har en budget på 155 miljoner, har delvis finansierats av EU.
Stationen har 2 spår med sidoperronger. Bansträckan vid Rosengård har dubbelspår och, liksom på Öresundsbron och i Danmark, högertrafik.